# Couette (coiffure)
Pour les articles homonymes, voir Lulu et Couette.

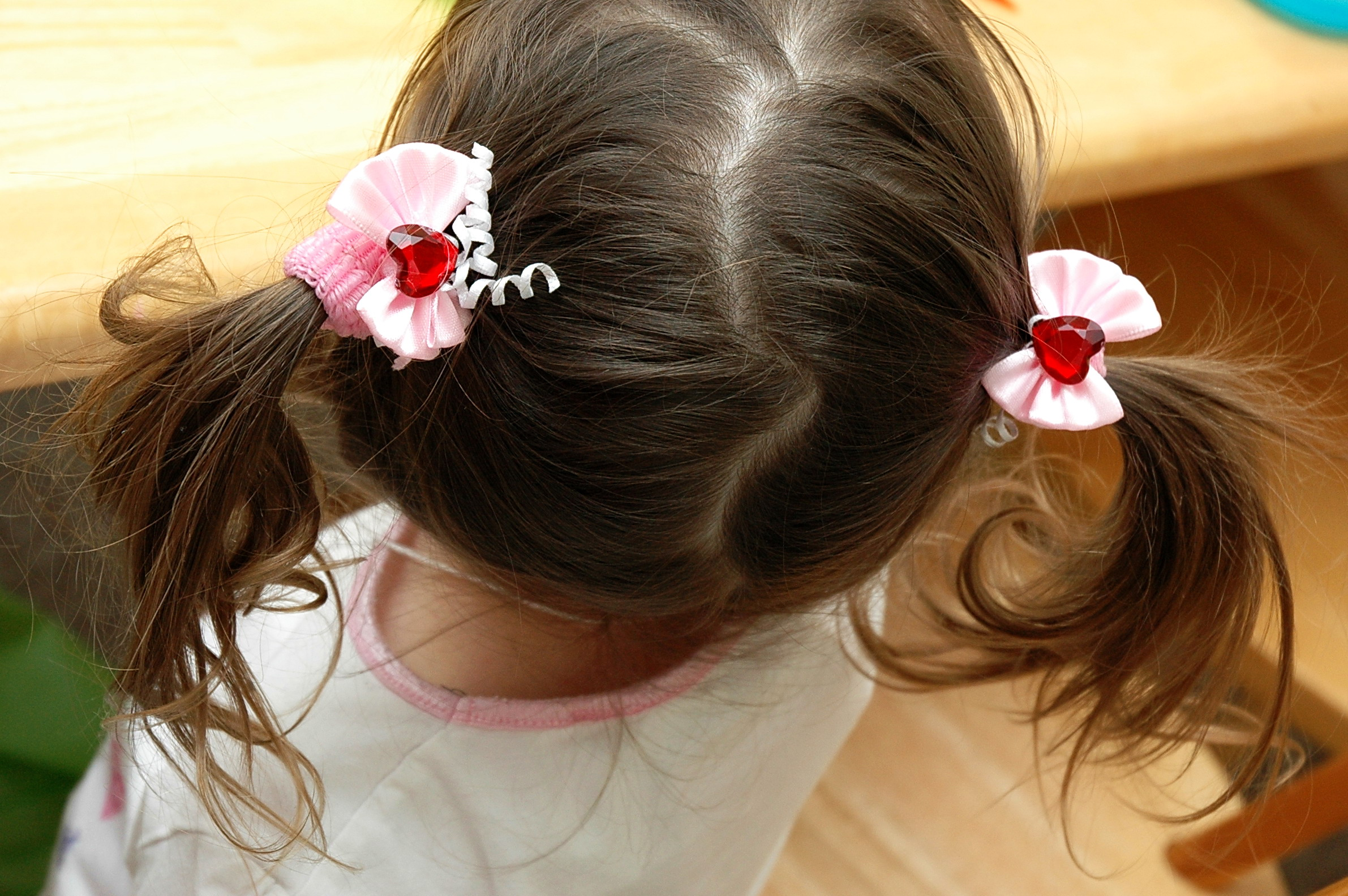
Une fillette avec des couettes.

Le mot couette (diminutif de l'ancien français coue, du latin cauda, « queue ») désigne chacune des petites queues de cheveux obtenues en divisant la chevelure en deux parties égales par une raie au milieu du crâne, puis en réunissant et attachant de chaque côté de la tête les cheveux avec un lien. Les couettes se portent donc en principe par deux. Lorsque la coiffure consiste en une couette unique en position centrale, on parle plutôt de queue-de-cheval.
Au Québec, lorsqu'il y a deux mèches, on dit « des lulus ». La mèche unique est appelée couette, mais l'appellation queue-de-cheval est également utilisée.
Au Japon, les couettes, appelées twin tails (ツインテール") et originellement connues sous le nom de futatsu yui (二つ結ひ), y sont appréciés depuis longtemps et ont vu un regain d'intérêt depuis plusieurs années, apparaissant notamment chez des groupes d'Idole japonaise, dans des jeux vidéo, des mangas et des animes. Pour donner plus d'importance à cette coiffure, la TwinTail Association Japan (日本ツインテール協会) a été créée en 2012 pour promouvoir et célébrer le premier groupe d'idoles à couettes au monde, célébrant la « journée des couettes » les 2 février,.